# Nqrse
nqrse（なるせ、1995年1月13日 - ）は、日本の男性歌い手、ラッパーである。長崎県出身。イメージカラーはピンク。

## 人物
2013年3月23日、当時18歳でニコニコ動画にて『Emotional』を投稿し、活動開始。Twitterフォロワー数は80万人、関連動画の総再生回数は8億回を超える活動者である。ピンク髪美少女のアイコンと低音ボイスで放たれるラップとのギャップが人気の理由の1つである。2016年に自身初のソロEP「NEGATIVE」を発売。
2014年に発足したインターネット発ヒップホップ集団「StudioLama」のメンバーとなる。2015年から｢XYZ TOUR｣に参加し、2019年の横浜アリーナ公演にも参加。
2017年には歌い手のあらきとともにアルバム｢Will O Wisp｣を発売し同タイトルツアーを開催する。また、同年から開催されたまふまふ主催の｢ひきこもりたちでもフェスがしたい!｣にも出演。さいたまスーパーアリーナや幕張メッセ、西武ドームの舞台にも立った。
2020年1月にはあらき、めいちゃんとともに、｢あらなるめい｣として活動開始。同年4月にはTwitter、10月にはYouTubeチャンネルを開設。歌ってみたや生配信、ライブ活動をおこなっている。
2021年より自身のオリジナル曲を精力的に投稿・配信しており、初のデジタルリリースソロ楽曲である「泡沫の夜」はバイラルチャート入りを果たした。
好きなものは雪、お寿司、お菓子。

## エピソード
名前の由来は、実在する苗字の「成瀬」で本名ではない模様。かっこいい苗字と調べて自分が一番かっこいいと思ったのが「成瀬」だったそう。スペルが「naruse」ではない理由は、qはαの象形文字であることから使用されており、本人によると「イキりです、正直。」とのこと。また、uが抜けているのは本人のタイピングミスが原因である。
女の子のアイコンを使用しており、また女子高生を自称しているため女性であると勘違いされがちだが、男性である。

## ディスコグラフィ

### アルバム、EP
| 発売日         | タイトル           | 収録曲 | 備考               |
| -------------- | ------------------ | --- | ------------------ |
| 2016年8月31日  | 夏コミ落としました | 全5曲 1. N 2. 銀星 3. 夜もすがら君想ふ 4. 行き当たりハッタリ 5. マーメイド | 夏代孝明との共作。 |
| 2016年12月31日 | NEGATIVE           | 全7曲 1. 星座と魔法 feat.そらる 2. エメラルドシティ-Rewind arrange- 3. Kisaragi station 4. 被害妄想携帯女子（笑） feat.あらき 5. skit 6. パラサイト feat.まふまふ,luz 7. Mr.montage | 自身初のEP。       |
| 2017年9月1日   | Will O Wisp        | 全10曲 1. PROLOGUE 2. Will O Wisp 3. インターネッツ・ディスコ 4. STARGAZER 5. Heather 6. Discord 7. Intrusion 8. IN THIS DIARY 9. The North Wind and the Sun, 10. Shooting Star     | あらきとの共作。   |

### ストリーミング
| 配信開始日     | タイトル   | 歌唱                      | 作詞                            | 作曲                 | 備考                                                |
| -------------- | ---------- | ------------------------- | ------------------------------- | -------------------- | --------------------------------------------------- |
| 2021年7月24日  | 泡沫の夜   | nqrse                     | nqrse                           | ポリスピカデリー     |                                                     |
| 2022年8月13日  | 秒針       | nqrse                     | nqrse                           | ポリスピカデリー     |                                                     |
| 2022年12月17日 | CR ANTHEM  | FAKE TYPE.,nqrse          | TOPHAMHAT-KYO(FAKE TYPE.),nqrse | FAKE TYPE.,nqrse     | プロゲーミングチーム・Crazy Raccoonの公式テーマ曲。 |
| 2023年1月13日  | レモネード | nqrse                     | nqrse                           | nqrse,早川博隆       |                                                     |
| 2023年4月19日  | ジオラマ   | nqrse,まふまふ            | nqrse,まふまふ                  | nqrse,まふまふ       |                                                     |
| 2023年5月23日  | PUA        | 天月,nqrse,となりの坂田。 | 宮田“レフティ”リョウ,天月,nqrse | 宮田“レフティ”リョウ |                                                     |

### 参加作品
| 発売日          | タイトル                                    | アーティスト | 形態                              | 参加曲                                                                                                  | 備考                                                                       |
| --------------- | ------------------------------------------- | --- | --------------------------------- | --- | -------------------------------------------------------------------------- |
| 2014年 8月9日   | COMPILATION ALBUM W.W.W 2014                | コンピレーション((04)ぼくのりりっくのぼうよみ)                                                                    | CD                                | 04. sunrise feat. nqrse                                                                                 | 作詞、歌唱で参加。                                                         |
| 2014年 8月17日  | No title－                                  | れをる | CD ストリーミング                 | 03. オオエドランヴ                                                                                      | 作詞、歌唱で参加。                                                         |
| 2014年 8月17日  | No title+                                   | れをる | CD ストリーミング                 | 03. オオエドランヴ                                                                                      | 作詞で参加。                                                               |
| 2015年 12月31日 | TYO見聞録                                   | TOKOTOKO(西沢さんP)                                                                                               | CD                                | 03. 投資家レコーズ -fetal mix-                                                                          | 歌唱で参加。                                                               |
| 2015年 12月31日 | ファンタズムヒーロー                        | ぷす | CD                                | 04. ID                                                                                                  | 歌唱で参加。                                                               |
| 2016年 8月14日  | 抜刀繚乱                                    | PolyphonicBranch                                                                                                  | CD                                | 02. 黎明トライブ -大倶利伽羅-                                                                           | 作詞、歌唱で参加。                                                         |
| 2016年 12月31日 | オレイロ                                    | サンダーボルトブラザーズ                                                                                          | CD                                | 01. シオカラ節 -Bullshit Arrange- 02. マリタイム・メモリー -Oreiro Arrange-                             | 作詞、歌唱で参加。                                                         |
| 2017年 1月28日  | LamaOS                                      | StudioLama | CD                                | 02. Knowledge(OS ver.) 13. Platform 16. Reboot                                                          | 作詞、歌唱で参加。                                                         |
| 2017年 7月25日  | LAMA II                                     | StudioLama | ダウンロードカード ストリーミング | 01. 息吹 02. Lama Laboratory 04. Lama Laboratory - shirothebeats REMIX 05. Knowledge - 2017 summer ver. | 作詞、歌唱で参加。                                                         |
| 2017年 12月29日 | ハッピーエンドのイントロが聴こえる          | TOKOTOKO(西沢さんP)                                                                                               | CD                                | 03. 僕らの街に愛が降る夜だ -naive mix-                                                                  | 作詞、歌唱で参加。                                                         |
| 2017年 12月29日 | Tasogare Archive                            | buzzG | CD                                | 02. レプリカント                                                                                        | 歌唱で参加。                                                               |
| 2017年 12月29日 | ハイエンドプリンス                          | ぷすわーるど | CD                                | 10. シュガーヘイト                                                                                      | 作詞、歌唱で参加。                                                         |
| 2018年 6月27日  | それはきっと恋でした。                      | 天月-あまつき- | CD ストリーミング                 | 09. ヒロイックシンドローム                                                                              | 作詞で参加。                                                               |
| 2019年 6月26日  | スターライトキセキ/Ark                      | 天月-あまつき- | CD ストリーミング                 | 03. This Night                                                                                          | 作詞で参加。 ゲーム「IdentityV 第五人格」一周年記念アニバーサリーソング    |
| 2020年 4月1日   | FAKE MOTION                                 | King of Ping Pong                                                                                                 | CD ストリーミング                 | 01. FAKE MOTION 02. 疾風迅雷                                                                            | 作詞で参加。 (1)日本テレビ系「FAKE MOTION -卓球の王将-」オープニングテーマ |
| 2020年 9月30日  | ライフ イズ ビューティフル feat.nqrse       | 天月-あまつき- | ストリーミング                    | ライフ イズ ビューティフル feat.nqrse                                                                   | 作詞、歌唱で参加。                                                         |
| 2020年 12月25日 | ECHO                                        | まふまふ feat.nqrse                                                                                               | ストリーミング                    | ECHO | 作詞、歌唱で参加。                                                         |
| 2020年 12月25日 | KING                                        | まふまふ feat.nqrse                                                                                               | ストリーミング                    | KING | 作詞、歌唱で参加。                                                         |
| 2021年 1月13日  | 多世界解釈                                  | 原因は自分にある。                                                                                                | CD ストリーミング                 | 04. In the Nude                                                                                         | 作詞で参加。                                                               |
| 2021年 7月27日  | ワールドドミネイション                      | 天月-あまつき,あほの坂田。,あらき,Eve,un:c,うらたぬき,佐香智久（少年T）,志麻,センラ,Sou,そらる,nqrse,まふまふ,luz | ストリーミング                    | ワールドドミネイション                                                                                  | @メットライフドーム～』テーマソング                                        |
| 2022年 1月12日  | お前のことなんか 好きじゃないからなー！！！ | あらなるめい | ストリーミング                    | お前のことなんか 好きじゃないからなー！！！                                                             | 歌唱で参加。                                                               |
| 2022年 3月30日  | まふまふ トリビュートアルバム 〜転生〜      | Giga×あらなるめい                                                                                                 | CD ストリーミング                 | 09.曼殊沙華                                                                                             | 歌唱で参加。                                                               |
| 2022年 10月6日  | Jam Jam                                     | 叶 | ストリーミング                    | Jam Jam                                                                                                 | 作詞、作曲で参加。                                                         |
| 2023年 3月8日   | Hex                                         | ユトレヒト | ストリーミング                    | Hex | 作詞で参加。                                                               |
| 2023年 5月22日  | 仮面                                        | めいちゃん | ストリーミング                    | 仮面 | 作詞、作曲で参加。                                                         |
| 2023年 11月22日 | FAKE SWING 2                                | FAKE TYPE. | CD ストリーミング                 | 06. アングラ劇場 feat. nqrse                                                                            | 作詞、歌唱で参加。                                                         |
| 2024年 2月7日   | Wonder Wander World                         | ChroNoiR | CD ストリーミング                 | 05.VVS                                                                                                  | 作詞、作曲で参加。                                                         |
| 2024年 6月2日   | メメント                                    | VACHSS | ストリーミング                    | メメント                                                                                                | 作詞で参加。                                                               |
| 2024年 8月23日  | Zillion playerZ (feat. nqrse)               | FAKE TYPE. | ストリーミング                    | Zillion playerZ (feat. nqrse)                                                                           | 作詞、歌唱で参加。                                                         |
| 2025年 6月12日  | ギミモ                                      | 葛葉 | ストリーミング                    | ギミモ                                                                                                  | 作詞、作曲で参加。                                                         |

## 出演

### ライブ

#### 2014年
- 12月28日 - Living Your Liebe

#### 2015年
- 2月1日～2月11日 - XYZ TOUR 2015
- 3月22日 - ウタカツ！スーパーライブ2015[32]
- 7月31日～8月2日 - XYZ TOUR 2015 -SUMMER-
- 8月20日 - EXIT TUNES ACADEMY 日本武道館 2015[33]

#### 2016年
- 1月16日〜2月27日 - XYZ TOUR 2016 -DJ Style-[34]
- 8月27日〜9月10日 - XYZ TOUR 2016 -SUMMER-[35]
- 10月8日 - 眠れる風のサニー

#### 2017年
- 1月28日〜4月1日 - XYZ TOUR 2017 -DJ Style-[36]
- 2月14日 - XYZ TOUR 2017 -Valentine's Night Ladies Only-[37]
- 5月07日 - ひきこもりたちでもフェスがしたい![38]
- 8月24日〜9月18日 - XYZ TOUR 2017 -SUMMER-[39]
- 10月4日～10月14日 - Will O Wisp TOUR[40]

#### 2018年
- 1月13日〜3月31日 - XYZ TOUR 2018 -DJ Style-[41]
- 2月14日 - XYZ TOUR 2018 -Valentine's Night Ladies Only-[42]
- 3月14日 - XYZ TOUR 2018 -Mens Only Night-
- 8月18日〜9月1日 - XYZ TOUR 2018 -SUMMER-[43]
- 11月3日 - ひきこもりたちでもフェスがしたい!～世界征服前夜@幕張メッセ～[44]

#### 2019年
- 2月14日 - XYZ TOUR 2019 -Valentine's Night Ladies Only-
- 2月17日〜4月5日 - XYZ TOUR 2019 -DJ Style-[45]
- 3月24日 - XYZ TOUR 2019 -Mens Only Night-
- 6月23日 - ひきこもりたちでもフェスがしたい!～世界征服|@メットライフドーム～[46]
- 7月27日 - The Starlight Seeker -prologue-
- 7月31日 - The Starlight Seeker -
- 8月22日〜9月21日 - XYZ TOUR 2019 -SUMMER-[47]
- 9月28日 - オールナイトニッポン0（ZERO）presents XYZ TOUR 2019 -YOKOHAMA ARENA-[48]

#### 2020年
- 1月4日〜1月13日 - あらなるめいのおとしだま♡[49]
- 2月14日 - XYZ TOUR 2020 -Valentine's Night Ladies Only-[50]

#### 2023年
- 10月21日 - あらなるめいのインターネットカラオケ大会

- 10月22日 - あらなるめいのウルトラカオスパーティー[51]

### 書籍
- NEXT GENERATIONS!: luz/kradness/nqrse/rairu/まじ娘/RiZer0[52]